# 마이크 바인더

마이크 바인더(Mike Binder, 1958년 6월 2일~)는 미국의 각본가, 배우, 영화 감독, 영화 프로듀서, 텔레비전 배우이다. 디트로이트에서 태어났다.

## 방송
- 결혼한 남자의 마음

## 영화
- 엘로이즈(2014년)
- 피파 리의 특별한 로맨스(2009년) - 샘 샤피로 역
- 레인 오버 미(2007년)
- 맨 어바웃 타운(2006년) - 모티 역
- 미스언더스탠드(2005년) - 아담 셔프 굿맨 역
- 마이너리티 리포트(2002년) - 리오 크로우 역
- 더 서치 포 존 기싱(2001년)
- 결혼한 남자의 마음(2001년)
- 포플레이(2001년) - 벤 그린 역
- 컨텐더(2000년)
- 섹스 몬스터(1999년)
- 아메리칸 고딕(1995년)
- 블랭크맨(1994년)
- 추억의 타마크와(1993년)
- 크로싱(1992년)
- 캐딜락 54(1990년)
- 헐리우드 나이츠(1980년)